# Mežaparks

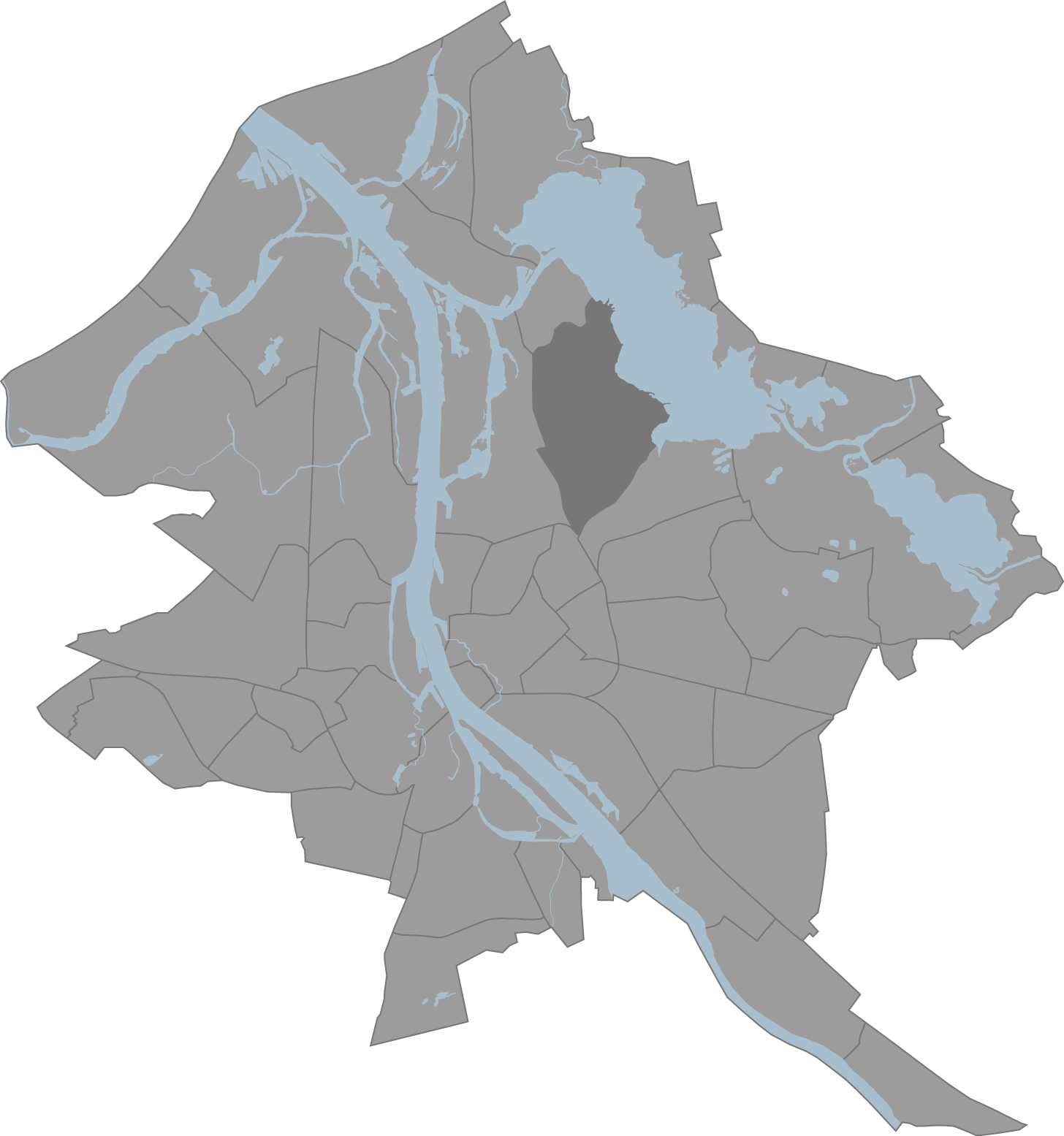
Lage von Mežaparks in Riga

Mežaparks (deutsch: Kaiserwald) ist ein Stadtteil der lettischen Hauptstadt Riga.

## Lage
Der Stadtteil Mežaparks liegt im Nordosten des Rigenser Stadtgebietes, im Bezirk Ziemeļu rajons am linken Ufer des Sees Ķīšezers. Die Nachbarstadtteile sind Čiekurkalns, Brasa, Sarkandaugava und Milgrāvis. Auf 11,821 km² Fläche leben 4.413 Einwohner (2008). Übersetzt bedeutet Mežaparks wörtlich ‚Waldpark‘.

## Geschichte
Angelegt wurden der Park und der als Gartenstadt konzipierte Villenvorort am Anfang des 20. Jahrhunderts für die deutsche Elite Rigas, der deutsche Name lautete Kaiserwald. Am 26. März 1919, während des Lettischen Unabhängigkeitskrieges, wurden hier im Wald 47 Personen von Bolschewiki erschossen, darunter der Propst Karl Schlau und der Pastor Edgar Haßmann. Während des Zweiten Weltkrieges lag in diesem Stadtteil das von den Nationalsozialisten errichtete KZ Kaiserwald.
Seit der Errichtung des Stadtteils besteht dort der Rigaer Zoo (Rīgas Zooloģiskais dārzs), hinzu kam ein Freizeit- und Vergnügungspark. Dort befindet sich eine Freilichtbühne, auf der auch die lettischen Sängerfeste stattfinden. Dadurch wurde dies ein wichtiger Ort der Singenden Revolution.
Die Fußballmannschaft von SV Kaiserwald Riga gehörte zu den führenden Teams in den 1910er- und 1920er-Jahren und wurde zweimal Lettischer Meister.